# Dunminne
Dunminne med Tärskär är en ö i Åland (Finland). Den ligger i Skärgårdshavet och i kommunen Sottunga i landskapet Åland, i den sydvästra delen av landet. Ön ligger omkring 49 kilometer öster om Mariehamn och omkring 230 kilometer väster om Helsingfors.
Öns area är 9,2 hektar och dess största längd är 0,5 kilometer i sydöst-nordvästlig riktning. Ön höjer sig omkring 15 meter över havsytan.

## Delöar och uddar
- Dunminne 60°03′56″N 20°49′41″Ö / 60.06554°N 20.82815°Ö
- Tärskär 60°03′56″N 20°49′26″Ö / 60.06544°N 20.82388°Ö